# Ichijō Kanefuyu
Ichijō Kanefuyu (一条 兼冬) (né en 1529, mort le 14 mars 1554), fils du régent Ichijō Fusamichi, est un noble de cour japonais (kugyō de l'époque de Muromachi (1336–1573). Il exerce la fonction de régent kampaku de 1553 à 1554 pour l'empereur Go-Nara. Il adopte son frère Ichijō Uchimoto comme fils.